# Judith Therpauve
Pour plus de détails, voir Fiche technique et Distribution.
Judith Therpauve est un film français réalisé par Patrice Chéreau, d'après un scénario de Patrice Chéreau et Georges Conchon, sorti en 1978.

## Synopsis
Judith Therpauve, qui fut « Reine » au temps de la Résistance, est sollicitée par ses anciens amis, copropriétaires comme elle du journal régional La Libre République, pour prendre la direction du quotidien, qui va mal. Elle s'aperçoit vite que la mauvaise santé financière de son journal est orchestrée par un homme d'affaires qui souhaite le racheter à bas prix. Judith parvient à faire remonter les ventes, mais les manœuvres déloyales se succèdent et la contraignent à vendre.

## Fiche technique
- Titre : Judith Therpauve
- Réalisation : Patrice Chéreau assisté de Laurent Ferrier et Pascal Ortega
- Scénario : Patrice Chéreau et Georges Conchon
- Photographie : Pierre Lhomme
- Montage : Françoise Bonnot assistée de Jacques Audiard
- Son : Harald Maury
- Décors : Richard Peduzzi
- Costumes : Thérèse Ripaud
- Producteur : Daniel Toscan du Plantier
- Producteur délégué : Olivier Thual
- Producteur exécutif : Alfred de Graaf
- Directeur de production : Robert Paillardon
- Société de production : Buffalo Films et Gaumont
- Distributeur : Gaumont Distribution
- Pays de production :  France
- Genre : drame
- Durée : 125 minutes
- Date de sortie : France - 6 octobre 1978
- Affiche : René Ferracci (France)

## Distribution
- Simone Signoret : Judith Therpauve, dite « Reine »
- Philippe Léotard : Jean-Pierre Maurier
- François Simon : Claude Hirsch-Balland
- Robert Manuel : Droz
- Anne Delbée : Gisèle
- Marcel Imhoff : Pierre Damien
- Daniel Lecourtois : Desfraizeaux
- Jean Rougeul : Genty
- Fernand Seveno : Cheminant
- László Szabó : Lepage
- Jean Rougerie : Fournol
- Alain David (acteur vu dans Le gagnant[1], ne pas confondre avec l'acteur Alain David né Gabison) : Louis
- Alain Libolt : le maquettiste
- Hermine Karagheuz : Nicole
- Daniel Schmid : Jean, le fils de Judith
- Marie-Paule André : Jeanne, la fille de Judith
- Bernard-Pierre Donnadieu : Laindreaux, le gendre de Judith
- Gérard Dournel : Lecacheux
- Fabienne Arel : Sonia
- Philippe Castelli : l'huissier de rédaction
- Pierre Frag : le concierge du stade
- Robert Lombard : le banquier
- Jean Berger : l'avocat Marc Loussier
- Laurence Bourdil : Marianne
- Yves Duchateau : l'employé télex
- Bertrand de Hautefort : le maire
- Netta Duchâteau
- François Chazarain
- Pierre Devilder
- Jacques Ebner
- Maryline Even
- Paolo Granata
- Roger Houry
- Lisa Livane
- Jean-Baptiste Malartre
- Madeleine Marie
- Robert Nogaret
- Léo Peltier
- Sylvie Pinel
- Kira Potonie
- Dominique Rollin
- Sylvain Sanas
- Jacques Sarthou
- Mostéfa Stiti
- Nadia Vasil
- Gilbert Vilhon

## Production
Le film est tourné en 1978 à Metz, notamment dans les locaux du Républicain Lorrain et, de fait, constitue quasiment un documentaire sur la vie de la presse quotidienne régionale (PQR), et ses déboires, à la fin des années 1970. Il est directement inspiré de la prise de contrôle, alors récente, du titre Paris-Normandie par le magnat de la presse Robert Hersant pour installer son groupe de presse en position hégémonique dans la PQR.
Pour son deuxième film, Patrice Chéreau retrouve Simone Signoret après La Chair de l'orchidée en 1975.

## Accueil de la critique
Lors de sa sortie en DVD en 2014, Gérard Lefort pour Libération, considère que le film est « un polar de société dans la tradition des films hollywoodiens sur la presse écrite » avec un duo d'acteurs principaux « convaincant » et qui « font merveille ».

## Distinctions

### Nominations
- César 1979 :
  - César de la meilleure photographie pour Pierre Lhomme
  - César du meilleur son pour Harald Maury